# Simon Strick
Simon Strick (geboren 1974 in Euskirchen) ist ein deutscher Kultur- und Medienwissenschaftler und freier Autor. Seine Forschungsschwerpunkte sind Gender- und Rassismustheorien, Populäre Kulturen, Affect Studies sowie Medien- und Kulturanalyse. Er lebt und arbeitet in Berlin.

## Leben und Forschung
Simon Strick studierte Amerikanistik, Kunstgeschichte und Philosophie in Berlin und Köln mit dem Abschluss Magister Artium in American Studies 2004 an der Humboldt-Universität zu Berlin und einer Arbeit zum Thema The Performativity of Marginality in American Rap Music. Von 2005 bis 2008 war er an der Humboldt-Universität assoziierter Kollegiat und 2008 Stipendiat im Graduiertenkolleg „Geschlecht als Wissenskategorie“ unter der Leitung von Christina von Braun und Volker Hess sowie von 2009 bis 2010 wissenschaftlicher Mitarbeiter. Er promovierte 2011 mit einer Dissertation über Schmerzdiskurse zwischen 1750 und 1900 in der amerikanischen Kultur, die 2014 als Buch mit dem Titel American Dolorologies erschien. Strick argumentiert gegen einen Universalismus des Schmerzes und stellt stattdessen die engen Beziehungen körperlicher Affekte mit Rassen- und Geschlechterpolitik in den Vordergrund. Er knüpft damit an die von Michel Foucault geprägte Idee der Biopolitik an, die heute als Schlüsselkonzept der Kulturwissenschaften und der Kritischen Theorie gilt.
Ab 2012 war er wissenschaftlicher Mitarbeiter am Leibniz-Zentrum für Literatur- und Kulturforschung. 2014 arbeitete er als Postdoktorand im Projekt „Schädelbasiswissen“ an der Charité Berlin und ab November 2014 am Graduiertenkolleg „Automatismen“ der Universität Paderborn. Er ist derzeit als Postdoc (Stand 2022) am Brandenburgischen Zentrum für Medienwissenschaften in Potsdam tätig mit den Forschungsschwerpunkten Gender- und Rassismustheorien, Populäre Kulturen, Affect Studies, Medien- und Kulturanalyse. Im Sommersemester 2022 übernahm er die Vertretungsprofessur für Kriminologie an der Universität Hamburg.
Von 2018 bis 2019 arbeitete Strick im Rahmen des von der Volkswagenstiftung geförderten Projekts Feeling (Alt)Right: Identity and Affect Politics of Rightwing Extremism Online am John-F.-Kennedy-Institut für Nordamerikastudien an seinem Buch Rechte Gefühle. Affekte und Strategien des digitalen Faschismus, das 2021 erschien. Er legte damit eine Untersuchung über den zeitgenössischen Faschismus vor, dessen Medium das Internet ist, und beschreibt „paradigmatische Strategien in diesen digitalen Echokammern“. Strick beobachtete für seine Studie über fünf Jahre Plattformen wie YouTube oder Reddit, Kommentarspalten, Blogs, Twitter und Memes. Nach Strick mobilisieren Botschaften im Netz vor allem Affekte. Schon bei einer kleinen Irritation wie einem ungewohnt erscheinenden Gendersternchen „setzt die alternative Rechte an und bietet schnelle  Orientierungen und  Verklarungen. […] Kleine  Affekte  werden  abgeschöpft, aufgeschäumt zur  valenten und gerichteten  Emotion, durch ideologische Konstrukte stabilisiert und als Weltsichten zementiert“. Rechtspopulismus könne man nicht begreifen, wenn man nicht bei den Gefühlen beziehungsweise Affekten seiner Unterstützer ansetze.
Den neuen Faschismus sieht Strick in erster Linie als eine kulturkämpferische Bewegung, er ziele auf die Breite der Gesellschaft und ihre Gefühle ab, schrieb Ingo Arend in Deutschlandfunk Kultur. Das rassistische Fundament des Faschismus sei auch der Kern des digitalen Faschismus, so Strick in einem Interview mit der Frankfurter Allgemeine Sonntagszeitung. Er werde meist als der „Große Austausch“ aufgerufen, „die Vorstellung, angestammte Bevölkerungsteile verlören ihre numerische und kulturelle Vormachtstellung“, ähnlich dem Kampf um den „Lebensraum“ für das „sogenannte deutsche Volk“ bei den Nationalsozialisten.
Strick ist Autor und Mitglied des freien Berliner Theaterkollektivs Panzerkreuzer Rotkäppchen, das er gemeinsam mit Susann Neuenfeldt und Werner Türk 2009 gründete.

## Veröffentlichungen
Monografien
- American Dolorologies. Pain, Sentimentalism, Biopolitics, State University of New York Press, Albany 2014, ISBN 978-1-4384-5021-6.
- Rechte Gefühle. Affekte und Strategien des digitalen Faschismus, Transcript Verlag, Bielefeld 2021, ISBN 978-3-8376-5495-0.

Beiträge in Sammelbänden (Auswahl)
- Competent Krauts – Following the Cultural Translations of Hip-hop to Germany. In: Wilfried Raussert, John Miller Jones (Hrsg.): Traveling sounds.  music, migration, and identity in the U.S. and beyond, LIT Verlag, Münster 2008, ISBN 978-3-8258-1328-4, S. 265–288.[11]
- Vorher Nachher – Anmerkungen zur Erzählbarkeit des kosmetischen Selbst. In: Paula-Irene Villa (Hrsg.): Schön normal. Manipulationen am Körper als Technologien des Selbst, Transcript Verlag, Bielefeld 2008, ISBN 978-3-89942-889-6, S. 199–218.[Anm. 2]
- Schmerz in US-amerikanischen Fotografien von Ex-Sklaven um 1863. In: Klaus Krüger et al. (Hrsg.): Um/Ordnungen. Fotografische Menschenbilder zwischen Konstruktion und Destruktion, Brill Fink, München 2010, ISBN 978-3-7705-4972-6, S. 29–45.
- Erlösendes Make-up: Männlichkeit und Medialität in Mel Gibsons »The Passion of the Christ«. In: Sven Glawion et al. (Hrsg.): Erlöser. Figurationen männlicher Herrschaft, Transcript Verlag, Bielefeld 2015, ISBN 978-3-89942-733-2, S. 67–80.
- The Alternative Right, Masculinities, and Ordinary Affect. In: Gabriele Dietze, Julia Roth (Hrsg.): Right-Wing populism and gender. European perspectives and beyond, Transcript Verlag, Bielefeld 2020, ISBN 978-3-8376-4980-2, S. 207–230.

## Auszeichnung
- 2021: Hans Bausch Mediapreis des SWR für sein Buch Rechte Gefühle.[12]